# Delphinobius luctuosus
Delphinobius luctuosus är en skalbaggsart som beskrevs av Blanchard 1850. Delphinobius luctuosus ingår i släktet Delphinobius och familjen Melolonthidae. Inga underarter finns listade i Catalogue of Life.